# Morpho viridus
Morpho viridus är en fjärilsart som beskrevs av Weber 1944. Morpho viridus ingår i släktet Morpho och familjen praktfjärilar. Inga underarter finns listade i Catalogue of Life.